# Douglas Tompkins
Pour les articles homonymes, voir Tompkins.
Douglas Rainsford Tompkins, né le 20 mars 1943 à Conneaut dans l'Ohio (États-Unis) et mort le 8 décembre 2015 à Coyhaique (Chili), est un homme d'affaires américain.

## Biographie

### Jeunesse
Douglas Tompkins, fils d'un antiquaire et d'une décoratrice d'intérieur, est né le 20 mars 1943 dans l'Ohio.

### Carrière
Douglas Tompkins est connu pour avoir cofondé The North Face, une société spécialisée dans les vêtements et accessoires de sport, et Esprit, avec son ex-épouse Susie Tompkins Buell. Il est connu également pour son implication dans des causes d'activisme environnemental et la conservation des territoires après avoir quitté le monde des affaires en 1989.

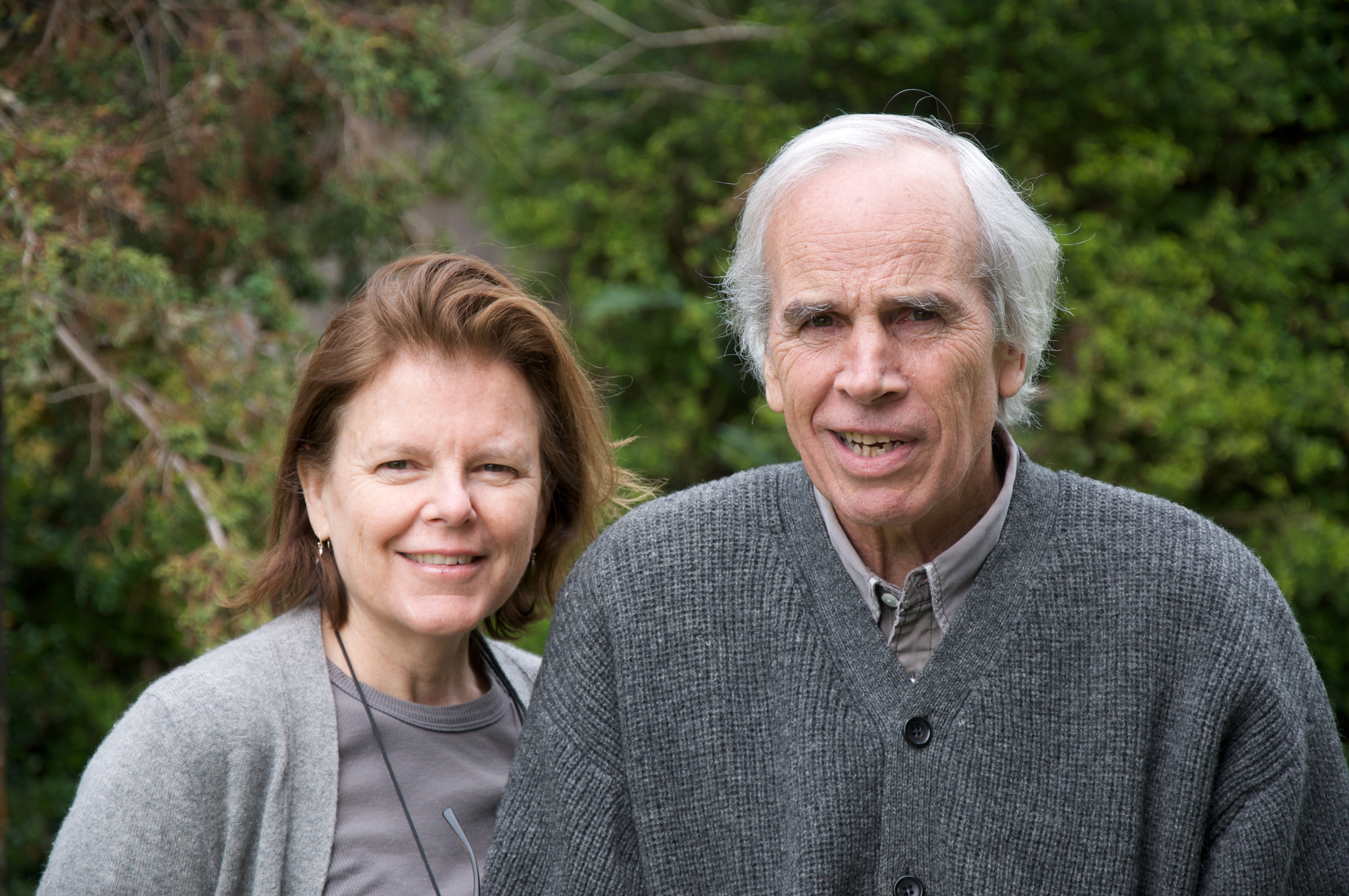
Kris et Douglas Tompkins (2009).

Avec sa femme, Kris Tompkins, il acheta et conserva plus de 810 000 hectares d'espace naturel en Argentine et au Chili, plus que tout autre particulier habitant dans ces régions, puis devint l'un des plus grands propriétaires terriens privés. Ensemble, ils se concentrent sur la création de parcs naturels, du rétablissement de la nature, de l'agriculture écologique et de l'activisme avec pour objectif de sauver la biodiversité.

### Mort
Le 8 décembre 2015, Tompkins était en train de faire du kayak avec cinq autres personnes sur le lac Buenos Aires/General Carrera dans le sud du Chili lorsque des vagues assez fortes firent chavirer leurs embarcations. Tompkins passa un temps considérable dans une eau à moins de 4 °C. Il fut héliporté à proximité à l’hôpital de Coyhaique, où il mourut à cause d'une sévère hypothermie. Il avait 72 ans.

### Donation de terres
Au mois de mars 2017, sa veuve cède au Chili 407 625 hectares sur les 550 000 que le couple avait achetés. Ces terres serviront à la constitution de trois parcs nationaux. C'est à ce jour la plus grande donation de terre privée de l'histoire.